# Ferme de la Bouverie
Ne doit pas être confondu avec Château de la Bouverie.
La ferme de la Bouverie est une ancienne ferme classée située à Vieuxville dans la commune de Ferrières au sud de la province de Liège (Belgique). 

## Localisation
La ferme est située à Vieuxville, à proximité de la rive droite de la Lembrée, cours d'eau affluent de l'Ourthe. La route nationale 86 (route de Liège) entre Aywaille et Bomal passe au sud du bâtiment. Le château fort de Logne se trouve à environ 1 km.

## Historique
La ferme de la Bouverie est citée au début du XVIe siècle. Elle fut jadis propriété de l'abbbaye de Stavelot sans doute avant le XVIe siècle. Mais la première date connue est 1524 quand le bouvier Colin de Lognoul signe un bail et est exempté du paiement de la dîme, en contrepartie de la restauration des bâtiments de la ferme et de fournir un logement aux moines de passage. Il est possible que la ferme de la Bouverie tire son nom de la qualité de ce bailleur. Une partie des matériaux utilisés dans la construction du bâtiment provient vraisemblablement de la destruction partielle du château de Logne en 1521 par les troupes de Charles Quint.

## Description
La ferme en carré avec cour intérieure fermée d'environ 500 m2 est construite en pierre calcaire, matériau local de la région de la Calestienne où est implantée la ferme. 
Bien qu'assez peu visible car placée en contrebas d'un talus, la façade nord donnant sur l'étroite Close Voie est la façade la plus ancienne et la plus remarquable. Elle possède une porte d'entrée cintrée. À l'étage, on peut voir six baies à traverse et à meneau (pour cinq d'entre elles) en pierre calcaire. Les armoiries de l'abbé Guillaume de Manderscheid datées de 1570 figurent aussi sur cette façade.

## Classement
La ferme et ses alentours sont classés comme monument depuis le 26 mai 1975. 

## Activités
Le musée du château fort de Logne occupe une partie de la ferme.
Propriété de la province de Liège, la ferme est le cadre d'expositions ou d'activités culturelles et sportives diverses.

### Sources et liens externes
- Inventaire du patrimoine culturel immobilier de la Région wallonne
- « Ferme de la Bouverie », sur La Petite Gazette (consulté le 31 décembre 2023)